# انتشارات گالیمار
انتشارات گالیمار (به فرانسوی: Éditions Gallimard) یکی از ناشران فرانسویِ پیشرو در انتشار کتاب است. روزنامهٔ گاردین در مقاله‌ای این انتشارات را دارای بهترین کارنامهٔ نشر در جهان توصیف کرده‌است. در سال ۲۰۰۳، این شرکت به‌همراه شرکت‌های وابسته به آن ۱۴۱۸ عنوان کتاب منتشر کردند. گاستون گالیمار این انتشارات را در سال ۱۹۱۱ بنیادگذاری کرد.